# مات كليمنت
مات كليمنت (بالإنجليزية: Matt Clement) هو لاعب كرة قاعدة أمريكي، ولد في 12 أغسطس 1974 في بتلر في الولايات المتحدة.

## وصلات خارجية
- مات كليمنت على موقع دوري كرة القاعدة الرئيسي (الإنجليزية)
- مات كليمنت على موقعبيزبول رفرنس.كوم (الدوري الرئيسي) (الإنجليزية)
- مات كليمنت على موقعبيزبول رفرنس.كوم (الدوري الثانوي) (الإنجليزية)
- مات كليمنت على موقع إي إس بي إن.كوم (أم.أل.بي) (الإنجليزية)
- مات كليمنت على موقع مشجعي الرسوم البيانية (الإنجليزية)